# Драк Матвій Ілліч
Матві́й Іллі́ч Дра́к (нар. 17 (30) жовтня 1887, Вінниця — 20 липня 1963, Київ) — український театральний художник, сценограф. Заслужений артист УРСР (1940), заслужений діяч мистецтв УРСР (1943).

## Життєпис
Один із засновників, згодом головний художник та сценограф Київського українського драматичного театру ім. І Франка. 1940 — У театрі працював з 1920 по 1949 рік, спільно з Гнатом Юрою створив чимало спектаклів — так, у листопаді 1924 відбулася прем'єра «97» по Миколі Кулішу (режисер Юра, художник Драк). Також працював в Київському театрі юного глядача на Липках.
Театральним декоратором почав працювати з дитинства — вже 1900—1901 років був декоратором у антрепренера Заречного.
Постійно почав працювати театральним декоратором в 1907 році у Вінниці, одночасно навчаючись з 1904. 1910 року закінчив Одеське художнє училище (викладачі К. Костанді, Г. Ладиженський), 1914 — Мюнхенську академію мистецтв (викладач Франц фон Штук).
1914—1920 — працював у Петербурзі, Москві, Пскові.
Працював із майбутнім архітектором Йосипом Каракісом над створенням декорацій.
В театрі ім. І. Франка працював з 1920 до 1949 року.
Після війни влада розгорнула боротьбу з «безродними космополітами». В кожному колективі обов'язково треба було викрити таких «ворогів». У франківців під нищівну критику, яка могла закінчитися дуже сумно, потрапили художник Матвій Драк та режисер Борис Балабан. Останнього звинувачували у зв'язках з «ворогом народу», «буржуазним націоналістом» Курбасом (хоч викривали як космополітів). Три дні виступали в основному малоосвічені робітники і державні уповноважені. Амвросій Максиміліанович слухав-слухав, а тоді встав і сказав: «Що ви причепились до Матюші? Художник робить те, що йому накаже режисер. Борис при Курбасі був хлопчиськом на побігеньках, а я працював у Леся головним артистом, то починайте з мене, а не з них». На тому все й скінчилось.

## Оформлення спектаклів
- «На дні» (1920),
- «Овече джерело» (1922),
- «Фуанта Овехуна» (Лопе де Вега, грудень 1922),
- «97» (1924),
- «Fata morgana» за М. Коцюбинським (інсценізація та постановка Костя Кошевського, художник — М. Драк, музика Н. Прусліна);
- «Лісова пісня» по Лесі Українці (1926),
- «В степах України» (1940),
- «Фронт» (1942),
- «Сто тисяч» Карпенка-Карого (1947),
- «Мартин Боруля» Тобілевича (1949),
- «Глитай або павук» Кропивницького (1952).